# Абдулах ел Мајуф
Абдулах Ибрахим ел Мајуф (арап. عبد الله المعيوف, романизовано Abdullah Ibrahim Al-Mayouf; Ријад, 23. јануар 1987) професионални је саудијски фудбалер који игра на позицији голмана.

## Клупска каријера
Највећи део професионалне каријере провео је играјући за екипу Ал Ахлија из Џеде, а од 2016. игра за екипу Ал Хилала из Ријада.

## Репрезентативна каријера
За сениорску репрезентацију Саудијске Арабије дебитовао је 9. октобра 2010. у пријатељској утакмици са селекцијом Узбекистана.
Био је део националног тима и на Светском првенству 2018. у Русији где је одиграо једну утакмицу, и то дуел отварања првенства против селекције Русије 14. јуна (Саудијци су поражени са уверљивх 0:5).

## Успеси и признања
ФК Ал Ахли Џеда
- Првенство С. Арабије: 2015/16.
- Куп престолонаследника: 2006/07, 2014/15.
- Саудијски куп: 2010/11, 2011/12, 2015/16.

 ФК Ал Хилал
- Првенство С. Арабије: 2016/17, 2017/18.
- Саудијски куп: 2016/17.